# Mecaphesa lepida
Mecaphesa lepida es una especie de araña cangrejo del género Mecaphesa, familia Thomisidae, orden Araneae.

## Distribución
Esta especie se encuentra en América del Norte: Canadá y los Estados Unidos.

## Taxonomía
Fue descrita científicamente por Thorell en 1877.
Tratamiento taxonómico
La especie aparece registrada y publicada en Descriptions of the Araneae collected in Colorado in 1875, by A. S. Packard jun., M.D. Bulletin of the U. S. Geological Survey 3: 477–529.